# Terremoto de Creta de 1303
El terremoto de Creta de 1303 se produjo aproximadamente al amanecer del 8 de agosto de 1303. Tuvo una magnitud estimada de aproximadamente 8,0, una intensidad máxima de IX en la escala de intensidad de Mercalli, y desencadenó un gran tsunami que causó graves daños y pérdida de vidas en Creta y Alejandría. Dañó gravemente el faro de Alejandría.

## Entorno tectónico
El arco helénico, el lugar más probable para este terremoto, es una característica tectónica arqueada relacionada con la subducción de la Placa Africana debajo de la Placa del Mar Egeo. Es una de las zonas sísmicas más activas del oeste de Eurasia y tiene un historial de grandes terremotos que también afectan a Egipto.

## Daños
Se registra que el terremoto y el tsunami tuvieron un impacto devastador en Heraclión, Creta. Se puede obtener información detallada de los informes elaborados por representantes de Heraclión a la administración veneciana de control, escritos el día del terremoto y veinte días después. Describen la magnitud de los daños sufridos por los principales edificios públicos de Heraclión y los castillos de toda la isla.
Los informes mencionan que la mayoría de las víctimas fueron mujeres y niños, sin dar cifras. Hubo inundaciones masivas en Alejandría. Muchos barcos fueron destruidos, algunos de ellos arrastrados hasta 3,2 kilómetros tierra adentro. La ciudad portuaria de Acre, en la costa levantina, también resultó afectada. Los edificios fueron destruidos y la gente fue arrastrada hasta la muerte.
En Egipto, el terremoto causó graves daños en El Cairo, desalojando gran parte de la cubierta de piedra caliza blanca de la Gran Pirámide y derribando los minaretes de muchas mezquitas. En Alejandría, las murallas de la ciudad quedaron prácticamente destruidas. En particular, el faro de Alejandría, una de las siete maravillas del mundo, sufrió graves daños. Las casas en Alejandría se derrumbaron, matando a muchas personas. Según Alexis Perrey, el terremoto se sintió en toda la costa del mar Adriático, hasta Venecia.

## Características

### Terremoto
Aunque la ubicación precisa del epicentro es incierta, en general se acepta que el terremoto rompió el segmento oriental del arco helénico en algún lugar entre Creta y Rodas. El terremoto causó daños en una amplia zona que incluía Creta, el Peloponeso, Rodas, El Cairo, Acre, Damasco, Antioquía y Chipre y se sintió en lugares tan lejanos como Constantinopla y posiblemente Túnez. Se desconoce la magnitud exacta, pero se estima que fue de aproximadamente 8,0.

### Tsunami
Los modelos del tsunami predicen una altura máxima de 9 metros en Alejandría, con un retraso de aproximadamente 40 minutos desde el momento del terremoto hasta la llegada de la primera ola a Egipto.